# Wasgenische Theologische Akademie
Die Wasgenische Theologische Akademie (armenisch Սևանի Վազգենյան դպրանոց) ist ein Seminar der Armenischen Apostolischen Kirche auf der Sewanhalbinsel an der Küste des Sewansees in Armenien. Sie operiert unter der direkten Aufsicht des Heiligen Stuhles von St. Etschmiadsin.

## Geschichte
Der Kirchenkomplex von Sewan wurde im Jahre 1990 auf die Empfehlung von Patriarchalvikar Karekin II. Nersissian hin wiedereröffnet. Als Katholikos Wasgen I im Jahre 1994 verstarb, nannte man die Einrichtung zu seinen Ehren in die Wasgenische Theologische Akademie um.
Das Seminar hat bereits mehrere Symposien organisiert und wird jedes Jahr von hunderten Pilgern besucht.

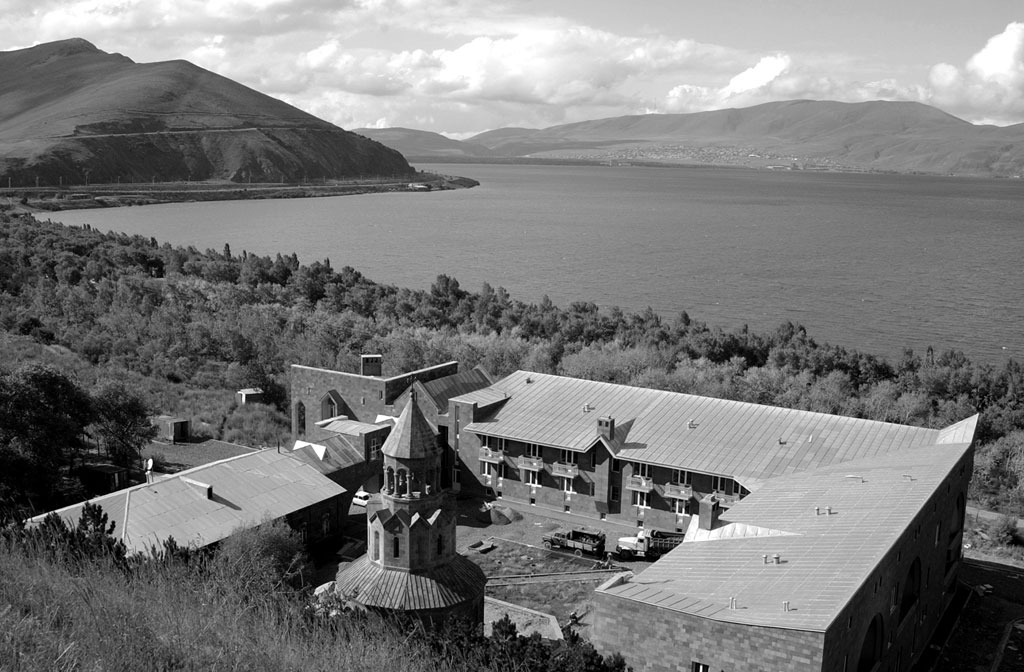
Blick auf die Wasgenische Akademie vom Sewanawank-Kloster

## Programme
Studenten vollenden ihr viertes, fünftes und sechstes Studienjahr am Theologischen Seminar Gevorkian in Etschmiadsin.
Der grundlegende Stundenplan umfasst Theologie, die Kirchenväter, Literatur, Geschichte, Kunst, das Alte und das Neue Testament, Patristik, Liturgik, Hymnologie und die Traditionen der armenischen Kirche.
Im Jahre 2005 startete das Seminar ein Übersetzungsprogramm, in dessen Rahmen einige Studenten armenische Werke ins Englische und Russische übertragen und daraufhin veröffentlichen.
Zudem hat das Seminar ein Programm der Grünen Theologie gestartet, durch das es sich mit ökologischen Problemen auseinandersetzt.

## Gebäude

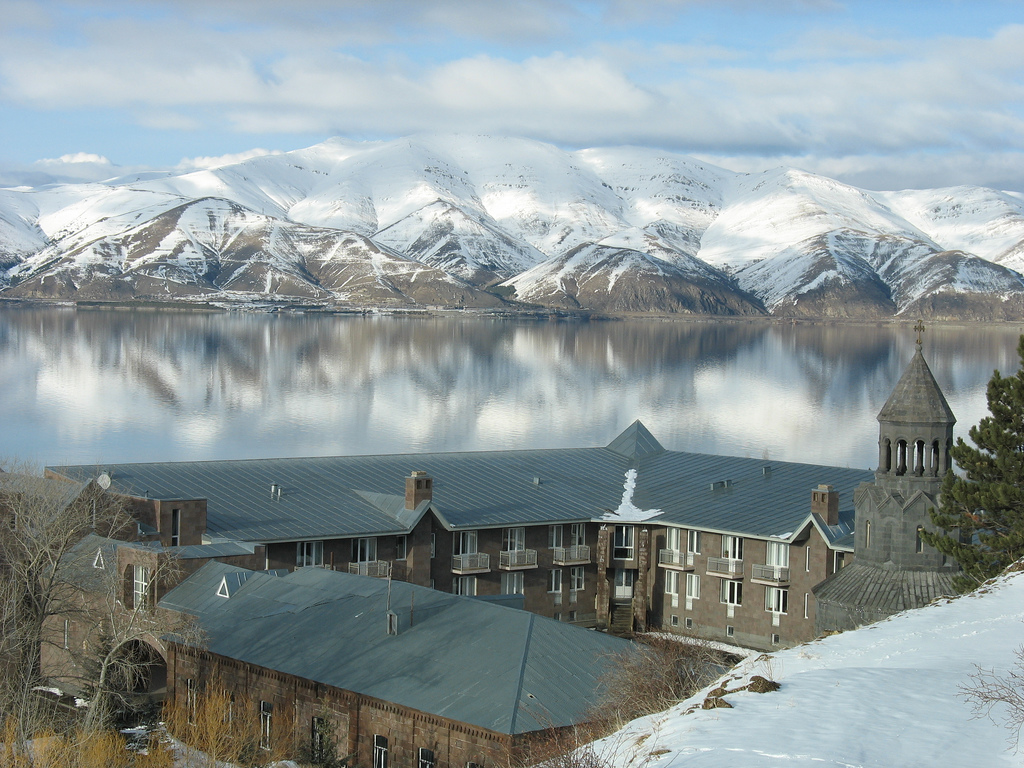
Die Akademie am Ufer des Sewansees im Winter

Die Wasgenische Theologische Akademie befindet sich auf der Sewanhalbinsel am Sewansee. Das ursprüngliche Seminarsgebäude ließ Katholikos Mkrtich Khrimian im Jahre 1897 errichten. Obwohl es zunächst als bloßes Nebengebäude konzipiert wurde, nutzte man es unter anderem als Speise- und Schlafsaal oder auch als Klassenraum. Als das Seminar weiter anwuchs, wurde seine Landfläche vergrößert und ein weiteres Gebäude erbaut, welches fortan als Unterrichtsraum genutzt wurde. Das ältere Gebäude wurde zum reinen Schlafsaal. Zur Verbindung beider wurde zudem ein kleinerer Speisesaal zwischen den beiden Hauptgebäuden errichtet. Durch einen neuen Schlafsaal kann das Seminar heutzutage bis zu 80 Studenten beherbergen.
Auf dem Hügel über dem Seminar befinden sich zwei Kirchen, Surb Astvatsatsin und Surb Arakelots.
Das Seminar umfasst außerdem ein Auditorium, fünf Hörsäle, eine Bibliothek und mehrere Büros.

## Kirchen
- Das Kloster von Sewanawank, das die Kirchen Surb Astvatsatsin („Kirche der Heiligen Muttergottes“) und Surb Arakelots („Kirche der Heiligen Apostel“) umfasst.
- Die Kapelle Surb Hakob („Jakobskapelle“), welche Ende 2005 eingeweiht wurde und es ermöglicht, Gottesdienste auch bei schlechtem Wetter abzuhalten.